# میدان‌های نفتی ایران

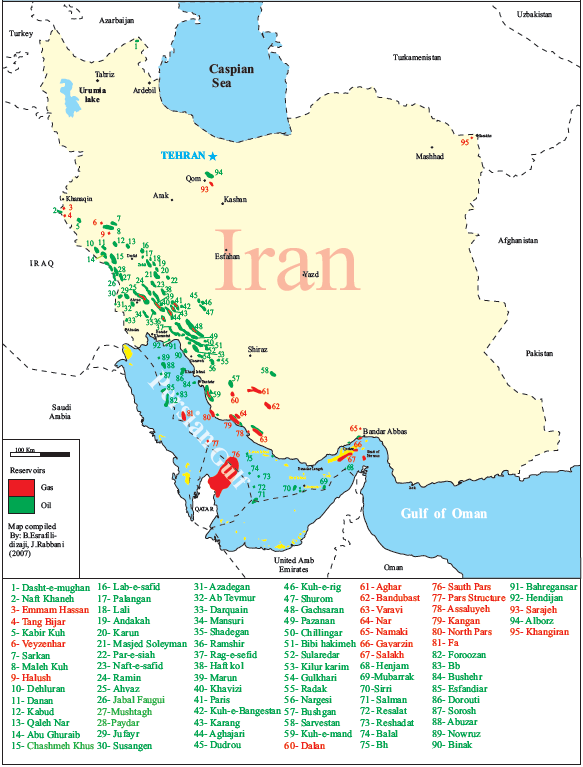
نقشه میدان‌های نفتی و گازی ایران

میدان‌ها نفتی ایران مشتمل بر مخازن زیرزمینی موجود در میدان‌های نفتی واقع در قلمرو خاکی و آبی کشور ایران است. برخی از این میدان‌ها در حال حاضر فعال و تعدادی نیز غیرفعال یا در حال توسعه می‌باشند. مالکیت کلیه میدان‌های نفت و گاز ایران، در اختیار شرکت ملی نفت ایران است، که هم‌اکنون عملیات تولید از این میدان‌ها توسط ۴ شرکت تابعه آن به‌نام‌های: شرکت ملی مناطق نفت‌خیز جنوب، شرکت نفت فلات قاره ایران، شرکت نفت مناطق مرکزی ایران و شرکت نفت و گاز اروندان انجام می‌گیرد.
بر اساس آمار رسمی منتشر شده وزارت نفت ایران مجموع ذخایر استحصال شدنی نفت خام و میعانات گازی ایران بیش از ۱۵۴ میلیارد بشکه برآورد می‌شود. که این میزان، معادل ۱۰ درصد از مجموع کل ذخایر نفت خام موجود در جهان محسوب می‌شود. بنابر اظهارات کارشناسان شرکت ملی نفت ایران، مخازن نفتی ایران تا سال ۱۴۵۳ می‌توانند قابل بهره‌برداری باشند.بر اساس برآورد کارشناسان،ذخایر واقعی نفت ایران حدود ۶۲ میلیارد بشکه می‌باشد.این رقم به طور قابل توجهی کمتر از ۱۵۴ میلیارد بشکه‌ای است که توسط منابع رسمی ایران اعلام شده است.

## بزرگ‌ترین میدان‌های نفتی
بزرگ‌ترین میدان نفتی ایران میدان نفتی اهواز است. این میدان با ذخیره درجای بیش از ۶۵ میلیارد بشکه و ذخیره قابل برداشت ۳۷ میلیارد بشکه، به‌عنوان سومین میدان بزرگ نفتی جهان شناخته می‌شود. میدان نفتی گچساران با ذخیره درجای بیش از ۵۲ میلیارد بشکه و ذخیره نهایی ۲۳ میلیارد بشکه نفت خام، دومین میدان نفتی ایران به‌شمار می‌آید. سومین میدان نفتی کشور، میدان نفتی مارون است، که بالغ بر ۴۶ میلیارد بشکه نفت خام، در مخازن آسماری، بنگستان و خامی آن جای دارد. میدان نفتی آزادگان با ذخیره درجای ۳۲ میلیارد بشکه، چهارمین میدان نفتی ایران و بزرگ‌ترین میدان مشترک کشور می‌باشد. این میدان در لایه اصلی خود یعنی سروک، با میدان مجنون عراق مشترک است. میدان نفتی آغاجاری با در اختیار داشتن ۳۰ میلیارد بشکه نفت خام درجا، پنجمین میدان نفتی ایران محسوب می‌شود. چهار میدان اهواز، مارون، آغاجاری و گچساران در مجموع بیش از ۲ میلیون بشکه از ظرفیت تولید روزانه نفت کشور را به خود اختصاص می‌دهند. ظرفیت تولید نفت خام میدان آزادگان نیز به‌طور میانگین معادل ۴۰ هزار بشکه در روز است.
بزرگ‌ترین میدان‌های نفتی ایران، بر پایه حجم ذخیره درجای نفت خام موجود در مخازن آن‌ها، در فهرست زیر رتبه‌بندی شده‌اند.
| رتبه | نام میدان            | ذخیره درجا (میلیارد بشکه) | ذخیره قابل برداشت (میلیارد بشکه) | تولید روزانه (هزار بشکه) |
| ---- | -------------------- | ------------------------- | -------------------------------- | ------------------------ |
| ۱    | میدان نفتی اهواز     | ۶۵٫۵                      | ۳۷                               | ۷۵۰٫۰۰۰                  |
| ۲    | میدان نفتی گچساران   | ۵۲٫۹                      | ۲۳٫۷                             | ۴۸۰٫۰۰۰                  |
| ۳    | میدان نفتی مارون     | ۴۶٫۷                      | ۲۱٫۹                             | ۵۲۰٫۰۰۰                  |
| ۴    | میدان نفتی آزادگان   | ۳۳٫۲                      | ۵٫۲                              | ۴۰٫۰۰۰                   |
| ۵    | میدان نفتی آغاجاری   | ۳۰٫۲                      | ۱۷٫۴                             | ۳۰۰٫۰۰۰                  |
| ۶    | میدان نفتی رگ‌سفید    | ۱۶٫۵                      | ۳٫۴۴                             | ۱۸۰٫۰۰۰                  |
| ۷    | میدان نفتی آب تیمور  | ۱۵٫۲                      | ۲٫۶                              | ۶۰٫۰۰۰                   |
| ۸    | میدان نفتی سروش      | ۱۴٫۲                      | ۱۰                               | ۴۶٫۰۰۰                   |
| ۹    | میدان نفتی کرنج      | ۱۱٫۲                      | ۵٫۷                              | ۲۳۷٫۰۰۰                  |
| ۱۰   | میدان نفتی بی‌بی‌حکیمه | ۷٫۵۹                      | ۵٫۶۷                             | ۱۲۰٫۰۰۰                  |

## تعداد میدان‌ها
بر اساس آخرین اخبار نفت و گاز، در حال حاضر تعداد ۱۴۵ میدان هیدروکربنی، مشتمل بر ۲۹۷ مخزن نفتی و گازی در ایران کشف شده‌است، که تعداد ۱۰۲ میدان نفتی و ۴۳ میدان گازی می‌باشند. از تعداد کل مخازن، ۲۰۵ مخزن نفتی و ۹۲ مخزن گاز طبیعی می‌باشند. (در ایران، هر میدان، از یک تا سه مخزن زیرزمینی تشکیل می‌شود) از این میدان‌ها، تعداد ۷۸ میدان، فعال می‌باشند، که ۶۲ میدان در خشکی و ۱۶ میدان در دریا قرار دارند. شمار ۶۷ میدان نیز در حال حاضر غیرفعال می‌باشند. در حال حاضر سازند آسماری که متعلق به دوره الیگو میوسن است، بهترین مخزن تولید کننده نفت ایران می‌باشد و سازند سروک نیز که شکل‌گیری آن به دوره کرتاسه میانی بازمی‌گردد، از نظر حجم ذخایر، دارای نفت قابل بازیافت فراوانی می‌باشد. از این میزان ذخیره نفت ایران، ۱۰۶ میلیارد بشکه در خشکی و ۳۱ میلیارد بشکه در دریا واقع شده‌است.

## موقعیت جغرافیایی میدان‌ها
بیشتر میدان‌های کشف شده (۱۴۰ میدان) در حوزه زاگرس و خلیج فارس (جنوب‌غربی ایران) می‌باشند. همچنین میدان‌هایی در حوزه شمال ایران مرکزی، خزر جنوبی و کپه‌داغ کشف شده یا در حال اکتشاف می‌باشند.
دریای خزر علی‌رغم دارا بودن منابع نفت و گاز قابل توجه برای کشورهای ساحلی آن، هیچ‌گاه در برنامه‌های وزارت نفت ایران، در خصوص استخراج نفت، جای نداشته‌است؛ که دلیل این امر را در وجود ذخایر عظیم نفت و گاز ناحیه جنوب ایران برمی‌شمارند، که همواره منبع قابل اتکایی در امر درآمدزایی برای ایران بوده‌است. ایران از سال ۱۳۴۶ فعالیت خود را برای اکتشاف نفت در دریای خزر آغاز کرد. سه چاه اکتشافی در سال‌های ۱۳۶۸ تا ۱۳۷۶ در این دریا حفر شد، اما به‌دلیل آنچه اقتصادی‌نبودن پروژه نامیده شد، این عملیات نیمه‌تمام ماند. شرکت نفت خزر در سال‌های اخیر توانسته با پیشرفت کُند، در زمینه استخراج نفت از میدان‌ها این منطقه، سرانجام در سال ۱۳۹۱، نخستین چاه حفرشده‌اش را به نفت رسانده و نخستین گام را در جهت برداشت عملیاتی از میدان‌های این حوزه، بردارد. در سال ۱۳۸۸ شرکت نفت ایران با دستگاه فوق‌مدرن حفاری نیمه‌شناور آب‌های عمیق شروع به حفاری نفت و گاز برای ایران در  فراساحل منطقه بهشهر در دریای خزر کرد و ۱۲-۱۰ چاه موفق و غیرموفق نیز در عمق بالا حفر نمود و در عمق ۱۰۵۰ متری که ۸۰۰ متر آن عمق آب دریا بود به نفت در چاه اکتشافی رسید. برداشت نفت در این عمق بسیار گران‌تر از برداشت از چاه‌های مرسوم نفت و گاز ایران در سواحل جنوب کشور بود، ولی با اینحال استخراج نفت در این عمق در سطح دنیا اقتصادی بود. در سال ۱۳۹۴ سرپرست پروژه تغییر کرد و در دولت حسن روحانی در ایران تصمیم گرفته شد اکتشاف در این میدان متوقف شود.

## مالکیت
شرکت ملی نفت ایران مالک اصلی کلیه میدان‌های نفتی و گازی است، که در ایران مستقر می‌باشند. مدیریت بخش اعظم میدان‌های پر بازده و بزرگ ایران برعهده شرکت ملی مناطق نفت‌خیز جنوب است، که این میدان‌ها در بخش‌های جنوبی و غربی کشور مستقر می‌باشند و کلیه آن‌ها در زمره میدان‌های بخش خشکی به‌شمار می‌آیند. شرکت نفت فلات قاره ایران مدیریت کلیه میدان‌های کشور که در آب‌های خلیج فارس قرار گرفته‌اند را برعهده دارد. میدان‌های نفتی مستقر در بخش مرکزی کشور نیز به شرکت نفت مناطق مرکزی ایران واگذار شده‌است، که میدان‌های کوچک و متوسط کشور محسوب می‌شوند. مدیریت بخشی از میدان‌های نیمه توسعه یافته و توسعه نیافته واقع در جنوب ایران که به میدان‌های غرب کارون مشهور می‌باشند نیز در اختیار شرکت نفت و گاز اروندان قرار دارد. مدیریت میدان‌های نفتی و گازی مستقر در دریای خزر نیز برعهده شرکت نفت خزر می‌باشد، گرچه این میدان‌ها تاکنون به مرحله تولید نرسیده‌اند.

## میدان‌های مشترک
کشور ایران با برخی کشورهای همسایه خود، دارای میدان‌ها نفتی مشترک است. این کشورها عبارتند از:
- عراق
- عربستان سعودی
- کویت
- قطر
- امارات متحده عربی
- عمان

در حال حاضر ۱۵ مخزن و ۲۸ میدان نفتی و گازی مشترک بین ایران و کشورهای همسایه در شمال و جنوب کشور وجود دارد. در این بین، مخازن مشترک واقع در خشکی در هم‌جواری کشور عراق قرار دارد و سایر مخازن در خلیج فارس و دریای خزر واقع‌اند: در مجموع تعداد ۲۸ میدان هیدروکربوری به صورت مشترک در مرز ایران و کشورهای مجاور (کویت، قطر، آذربایجان، امارات متحده عربی، عربستان سعودی، عراق و ترکمنستان) قرار گرفته‌است.

### عراق
در طول مرز مشترک ایران و عراق ۵ میدان نفتی قرار دارد، که عبارتند از: میدان نفت‌شهر (سابقاً نفت شاه)، میدان دهلران، میدان پایدار غرب، میدان نفتی آذر، میدان نفتی آزادگان و میدان نفتی یادآوران (سابقاً حسینیه-کوشک).

### عربستان سعودی
در طول مرز مشترک آبی ایران و عربستان سعودی، ۴ میدان نفتی اسفندیار، فروزان، فرزاد A (فارس ۱) و فرزاد B (فارس ۲) قرار دارند.

### قطر
در طول مرز مشترک آبی ایران و قطر، میدان نفتی رشادت قرار دارد، همچنین لایه نفتی میدان پارس جنوبی نیز در طول مرز مشترک ایران و قطر مستقر می‌باشد.

### کویت
در طول مرز مشترک آبی ایران و کویت، میدان نفتی و گازی آرش قرار دارد.

### امارات عربی متحده
در طول مرز مشترک آبی ایران و امارات متحده عربی؛ میدان نفتی فرزام، میدان نفتی نصرت، میدان نفتی مبارک و میدان نفتی سلمان در مجاورت مخازن اماراتی قرار دارند.

### عمان
تنها میدان مشترک نفتی ایران با عمان، میدان نفتی هنگام است.

## بهره‌برداری
ظرفیت تولید حوضه‌های نفتی ایران بنابر آمار سال ۲۰۱۰ هر ساله به میزان ۲۰۰ تا ۲۵۰ هزار بشکه در روز کاهش می‌یابد. این به معنی آغار دوره پیری مخازن پربازده و کم‌هزینه ایران است. غالب منابع نفتی دست‌نخورده جزء مخازن کم‌بازده و پرهزینه ایران دسته‌بندی می‌شوند.

## فهرست میدان‌های نفتی ایران
| - میدان نفتی پایدار غرب - میدان نفتی چنگوله - میدان نفتی دهلران - میدان نفتی نفت‌شهر - میدان نفتی اهواز - میدان نفتی آب تیمور - میدان نفتی آذر - میدان نفتی آزادگان - میدان نفتی آغاجاری - میدان نفتی بالارود - میدان نفتی بند کرخه - میدان نفتی بی‌بی‌حکیمه - میدان نفتی بینک - میدان نفتی پارسی - میدان نفتی پرنج - میدان نفتی توسن - میدان نفتی جفیر - میدان نفتی رامین - میدان نفتی رگ‌سفید - میدان نفتی شادگان - میدان نفتی عسلویه شرقی - میدان نفتی کرنج - میدان نفتی گچساران - میدان نفتی مارون - میدان نفتی مسجد سلیمان - میدان نفتی منصورآباد - میدان نفتی منصوری - میدان نفتی هفتکل - میدان نفتی یادآوران - میدان نفتی سروستان - میدان نفتی مشتاق - میدان نفتی سوسنگرد - میدان نفتی اروند - میدان نفتی خرمشهر - میدان نفتی امید - میدان نفتی زاغه - میدان نفتی نرگسی - میدان نفتی سومار - میدان نفتی چشمه خوش - میدان نفتی رامشیر - میدان نفتی کبود - میدان نفتی گلخاری - میدان نفتی رودک - میدان نفتی چهار بیشه - میدان نفتی میلاتون - میدان نفتی دارا - میدان نفتی قلعه‌نار - میدان نفتی دانان - میدان نفتی زیلایی - میدان نفتی لب سفید - میدان نفتی نفت سفید - میدان نفتی نام آوران | - میدان نفتی مغان - میدان نفتی البرز قم - میدان نفتی سراجه قم - میدان نفتی سردار جنگل | - میدان‌های نفتی حوضه خارک عبارتند از: - میدان نفتی نوروز - میدان نفتی ابوذر - میدان نفتی اسفندیار - میدان نفتی دورود - میدان نفتی فروزان - میدان نفتی بینالود - میدان‌های نفتی حوضه لاوان عبارتند از: - میدان نفتی بلال - میدان نفتی رسالت - میدان نفتی رشادت - میدان نفتی سلمان - میدان نفتی مبارک - میدان‌های نفتی حوضه سیری عبارتند از: - میدان نفتی الوند (سیری A) - میدان نفتی سیوند (سیری C) - میدان نفتی دنا (سیری D) - میدان نفتی اسفند (سیری E) - میدان نفتی فرزام (سیری ؟) - میدان نفتی نصرت (سیری ؟) - میدان‌های نفتی حوضه بهرگان عبارتند از: - میدان نفتی بهرگانسر - میدان نفتی هندیجان |